# یواس‌اس ایجوام (اس‌پی-۵۷۰)
یواس‌اس ایجوام (اس‌پی-۵۷۰) (به انگلیسی: USS Agawam (SP-570)) یک کشتی بود که طول آن ۴۰ فوت (۱۲ متر) بود.